# Ленинский район (Пенза)
Ленинский район — один из четырёх районов города Пенза, расположен в центральной части города. Район является административным, финансовым и исторически сложившимся культурным центром Пензы. Он образован 29 апреля 1962 года Указом Президиума Верховного Совета РСФСР . 
Территория района составляет 27,5 км². 

## Микрорайоны и улицы
По состоянию на начало 2015 года к территории района отнесены часть проспекта Победы, 136 улиц, 79 проездов, 19 переулков, 1 бульвар, 9 площадей, 2 садоводческих товарищества, а также территории 2 Кордона, разъезда Арбеково, станции Арбеково, автодрома «Вираж» и др.

## Население
| 1970    | 1979     | 1989     | 2002    | 2009    | 2010    | 2012    |
| ------- | -------- | -------- | ------- | ------- | ------- | ------- |
| 134 501 | ↗175 849 | ↘121 243 | ↘98 951 | ↘94 412 | ↘92 986 | ↗93 284 |
| 2013    | 2014     | 2015     | 2016    | 2017    | 2018    | 2020    |
| ↘93 056 | ↘92 541  | ↗92 740  | ↘92 568 | ↘92 106 | ↘91 817 | ↘90 479 |
| 2021    |          |          |         |         |         |         |
| ↘89 234 |          |          |         |         |         |         |

## Промышленность и торговля
В Ленинском районе г. Пензы зарегистрировано более 4 тысяч хозяйствующих субъектов, 7 крупных промышленных предприятий и  4 института, занимающихся научными исследованиями. Представлены машиностроение, деревообработка, энергетика, текстильная промышленность, пищевая промышленность, полиграфия. В научно-исследовательских институтах района сосредоточен значительный потенциал по разработке и выпуску датчиковой аппаратуры для измерений широкой номенклатуры физических величин; систем магнитной и оптической записи информации для ЭВМ, устройств сбора, обработки и распределения информации и т.д. Среди предприятий можно отметить следующие: ОАО «Электромеханика», ОАО «Пензэнерго», ООО «Пензенский завод коммунального машиностроения», ООО Пивоваренный завод «Самко», НИИ физических измерений, ЗАО НИИФИ и ВТ.
В районе хорошо развиты общественное питание и торговля. Их представляют ТЦ «ЦУМ», ТЦ «Суворовский», ТЦ «Пассаж», ТЦ «Империя», магазин «Эльдорадо», универсамы «СПАР» и т.д.

## Административные учреждения
На территории Ленинского района находятся Правительство Пензенской области, Законодательное собрание Пензенской области, Администрация города Пензы, Пензенская городская Дума, Аппарат главного Федерального инспектора по Пензенской области, Арбитражный суд Пензенской области, Управление Федеральной налоговой службы по Пензенской области, Отделение Пенсионного Фонда РФ по Пензенской области, Управление Пенсионного Фонда РФ в г. Пензе, Управление Государственной инспекции безопасности дорожного движения Управления Министерства внутренних дел по Пензенской области, Территориальный орган Федеральной службы государственной статистики по Пензенской области, а также ряд других органов власти и управления всех уровней.

## Финансовые институты
Имеется значительное число кредитных учреждений. На территории Ленинского района находятся:
1) Пензенское отделение № 8624 Поволжского банка ОАО «Сбербанк России»;
2) ОАО Банк «Кузнецкий»,
3) филиалы ОАО АБ «Россия», ОАО АКБ «Авангард», ОАО АКБ «Инвестторгбанк», ОАО АКБ «Связь-Банк», ЗАО АКБ «Экспресс-Волга», ЗАО «Банк ВТБ 24», ЗАО «Банк Глобэкс», ОАО Банк «Открытие», ОАО Банк «Рост», ОАО «Бинбанк», ЗАО «Инвестиционный банк «Финам», ОАО КБ «Волга-Кредит Банк», ОАО «КС Банк», ОАО Национальный банк «Траст», ОАО «Нордеа Банк», ОАО «Россельхозбанк», ЗАО «Фиа-Банк», ООО «Хоум Кредит энд Финанс Банк»;
4) операционные офисы ОАО АКБ «Мособлбанк», ОАО АКБ «Росбанк», ОАО «Банк ВТБ», ЗАО Банк «Русский Стандарт», ОАО Банк «Уралсиб», ОАО Банк «Финансовая Корпорация «Открытие», ЗАО «ББР Банк», ОАО «Газпромбанк», КБ «Агросоюз», ОАО "МДМ Банк", ОАО «МТС-Банк», ОАО «НБД-Банк», ОАО «Промсвязьбанк», ОАО «Росгосстрах-Банк», ОАО «Уральский банк реконструкции и развития», ОАО ФКБ «Петрокоммерц Приволжский»;
5) кредитно-кассовые офисы ОАО «Альфа-Банк», Московского филиала ОАО «БКС Банк», ООО КБ «Ренессанс Кредит», ОАО «ОТП Банк», ОАО «СМП Банк», ЗАО «ФОРУС Банк»;
6) дополнительные офисы ОАО АКБ «Российский капитал», ОАО АКБ «Легион», ЗАО АКБ «Московский Вексельный Банк», ОАО «Промсвязьбанк»;
7) клиентский центр ОАО «Лето Банк».
Страховая отрасль представлена такими компаниями, как: ОАО «Альфастрахование», СОАО ВСК, ООО «ВТБ Страхование», ЗАО «Железнодорожный страховой фонд», ОСАО «Ингосстрах», ЗАО «Капитал Медицинское страхование», ООО «Страховая группа «Компаньон», ЗАО «МАКС», ЗАО «МАКС-М»,  ЗАО «Поволжский страховой Альянс», ООО «ППФ Страхование жизни», ООО «РГС Медицина», ОСАО «РЕСО-Гарантия», ООО «Росгосстрах», ООО «Росгосстрах-Жизнь», ОАО Акционерная страховая компания «Росмед», ЗАО «РСХБ-Страхование», ОАО «Русская страховая транспортная компания», ОАО «Согаз», ООО «Страховая группа МСК», ЗАО «Страховая группа УралСиб», ОАО «Энергогарант», ООО «СК Цюрих».

## Здравоохранение
Представлено такими медицинскими учреждениями, как: Городская больница N 1 (дневной стационар), Городская больница № 3, Отделенческая клиническая больница на станции Пенза, ОАО РЖД, Пензенская областная детская клиническая больница им. Н.Ф. Филатова, Областной родильный дом больницы имени Н.Ф.Филатова, Поликлиника консультативно-диагностическая № 1 (для детей) и Поликлиника консультативно-диагностическая № 2 (для женщин) Пензенской областной детской клинической больницы имени Н.Ф. Филатова, Поликлиника Областного противотуберкулёзного диспансера (детское отделение), Поликлиника № 1 и Поликлиника № 2 Городской больницы № 3, Детская Поликлиника № 1 и Детская Поликлиника № 3 Городской Детской Поликлиники.

## Образование
В районе расположены 10 корпус Пензенского государственного университета, Педагогический институт имени В.Г. Белинского Пензенского государственного университета, Пензенский базовый медицинский колледж, Пензенский колледж искусств, Пензенский колледж пищевой промышленности и коммерции, 1 корпус Пензенского областного медицинского колледжа, 3 отделения Пензенского многопрофильного колледжа, Классическая гимназия № 1 имени В.Г. Белинского, Многопрофильная гимназия № 4 «Ступени»,  Лицей современных технологий и управления № 2, Финансово-экономический лицей № 29, Пензенская школа-интернат для глухих и слабослышащих детей, Общеобразовательная школа-интернат среднего (полного) общего образования № 1,  8 средних общеобразовательных школ, 10 детских садов.

## Спорт
Из объектов спорта на территории Ленинского района расположены стадион «Труд», ледовый дворец спорта «Рубин», дворец водного спорта «Сура», физкультурно-оздоровительный комплекс «Центральный», Детско-юношеская спортивная школа по радиоспорту, Детско-юношеская спортивная школа № 3, Детско-юношеская спортивная школа водных видов спорта, Областная СДЮСШОР по гимнастике, Училище олимпийского резерва Пензенской области, автодром «Вираж», более 50 спортивных залов, около 10 плавательных бассейнов, 136 спортивных площадок.

## Культура
В Ленинском районе сосредоточена основная часть учреждений культуры города Пенза и Пензенской области. Здесь находятся Пензенский областной драматический театр имени А.В. Луначарского, театр «Доктор Дапертутто», филармония ГАУК ПО «Пензаконцерт», Городской музей почтовой связи, Музей «Дом Мейерхольда», Литературный музей, Музей В.О. Ключевского, Музей имени И.Н. Ульянова, Музей одной картины имени Г.В. Мясникова, Пензенский государственный краеведческий музей, Музей кочевых культур «Юрта», Центр русской хоровой и вокальной культуры, кинокомплекс «Современник», кинотеатр «Высшая Лига», развлекательный кинокомплекс «Роликс», Пензенская областная галерея имени К.А. Савицкого, Областная библиотека имени М.Ю. Лермонтова, 3 городских библиотеки, 1 городская детская библиотека, центральная городская православная библиотека, 1 детская школа искусств, 2 детские художественные школы.
Любимыми местами отдыха жителей и гостей города Пензы являются Центральный парк культуры и отдыха имени В.Г. Белинского, улица Московская, сквер Пушкина, сквер «Копилка пословиц», сквер на улице Славы, сквер «У Белых Рос», сквер имени В.Г. Белинского, сквер имени Д.В. Давыдова, сквер имени М.Ю. Лермонтова, Фонтанная площадь.
Также на территории Ленинского района находятся памятники: памятник ювелиру «Последний штрих», памятник «Покаяние», Памятник пензенским милиционерам - защитникам закона и правопорядка, памятник Первопоселенцу на ул. Кирова, Памятник жертвам радиационных аварий и катастроф, Памятник "Оборонительный вал крепости города Пенза", Памятник борцам революции в сквере им. М.Ю. Лермонтова, памятники В. Мейерхольду, М. Горькому, семье Ульяновых, Ю. Моисееву, К. А. Савицкому, В.Г. Белинскому, В.И. Ленину, В.О. Ключевскому, М.Ю. Лермонтову.
Имеются монументы: Монумент воинской и трудовой Славы; Мемориал воинам-афганцам; монумент «Росток»; монумент «Слава героям»; монумент «Советская Конституция»; монумент «Танк Т-34».
Примечательным является монументальное мозаичное панно «Восстание», напоминающее о Кандиевском крестьянском восстании 1861 года, расположенное на здании по адресу Максима Горького, 34. Установлены бюсты таким выдающимся личностям, как: Д. В. Давыдов, А. С. Пушкин, В. Г. Белинский, М. Ю. Лермонтов, Н. Ф. Филатов.